# 圣塞尔南迪布瓦
圣塞尔南迪布瓦（法語：Saint-Sernin-du-Bois，法語發音：[sɛ̃ sɛʁnɛ̃ dy bwa]）是法国索恩-卢瓦尔省的一个市镇，属于欧坦区。

## 地理
圣塞尔南迪布瓦（46°50'24"N, 4°26'2"E）面积14.67 平方千米，位于法国勃艮第-弗朗什-孔泰大區索恩-卢瓦尔省，该省份为法国中部省份，北起顺时针与科多尔省、汝拉省、安省、罗讷省、卢瓦尔省、阿列省和涅夫勒省接壤。
与圣塞尔南迪布瓦接壤的市镇（或旧市镇、城区）包括：昂蒂利、勒克勒佐、马尔马涅、圣菲尔曼。
圣塞尔南迪布瓦的时区为UTC+01:00、UTC+02:00（夏令时）。

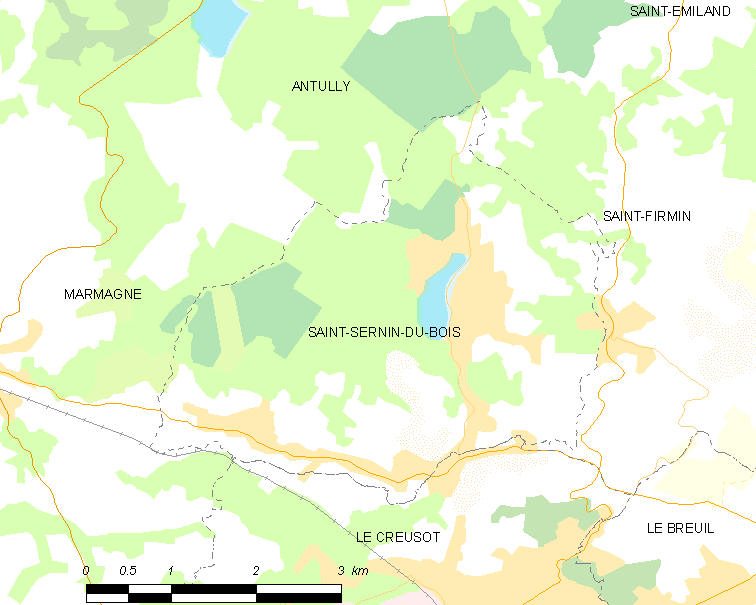
圣塞尔南迪布瓦的OSM定位图

## 行政
圣塞尔南迪布瓦的邮政编码为71200，INSEE市镇编码为71479。

## 政治
圣塞尔南迪布瓦所属的省级选区为勒克勒佐第二县。

## 人口

1962-2008年间圣塞尔南迪布瓦人口变化图示

圣塞尔南迪布瓦于2022年1月1日时的人口数量为1729人。